# Jan Knycz
Jan Knycz (ur. 9 lutego 1927 w Oświęcimiu, zm. 1 września 2010 tamże) – polski działacz państwowy i samorządowy, ekonomista, w latach 1981–1990 przewodniczący Prezydium WRN w Bielsku-Białej, były przewodniczący rady miejskiej Oświęcimia.

## Życiorys
Syn kolejarza. Uczęszczał do Szkoły Powszechnej im. S. Wyspiańskiego nr 4, działał w Związku Harcerstwa Polskiego. Wkrótce po wybuchu II wojny światowej opuścił rodzinne miasto i udał się w miesięczną tułaczkę w okolice Biłgoraja. Od 13 roku życia pracował w sklepie spożywczym z obawy przed wywózką. Po II wojnie światowej rozpoczął studia na Akademii Handlowej w Krakowie, które ukończył w 1950. Pracował następnie w Zakładach Chemicznych w Oświęcimiu, gdzie doszedł do stanowiska głównego księgowego i od 1970 dyrektora ekonomicznego. W 1983 przeszedł na emeryturę. W ramach czynu społecznego budował przy tych zakładach sztuczne lodowisko i pływalnię.
Działacz PZPR. Od 1956 zasiadał w Miejskiej i Powiatowej Radzie Narodowej w Oświęcimiu, później także w Wojewódzkiej Radzie Narodowej w Bielsku-Białej. Od 1981 do 1989 przez trzy kadencje przewodniczący Prezydium WRN w Bielsku-Białej. W III RP został przewodniczącym rady miejskiej Oświęcimia II kadencji (1994–1998), a także członkiem zarządu miasta. Zasiadł także w zarządzie Fundacji na rzecz Międzynarodowego Domu Spotkań Młodzieży w Oświęcimiu.
Pochowany na Cmentarzu parafialnym w Oświęcimiu.

## Odznaczenia
Odznaczony m.in. Krzyżem Komandorskim oraz Kawalerskim Orderu Odrodzenia Polski, a także Srebrnym Krzyżem Zasługi i Odznaką „Zasłużony Działacz Kultury Fizycznej”. Otrzymał wyróżnienia harcerskie, w tym Krzyżem „Za Zasługi dla ZHP” i Honorową Odznaką Ruchu Przyjaciół Harcerstwa. Wyróżniony tytułem honorowego obywatela Oświęcimia (2010).